# 王江 (1965年)
王江（1965年12月—），男，汉族，河南南阳人。在职研究生学历。现任新疆维吾尔自治区人大常委会秘书长。

## 生平
1986年7月参加工作，1991年5月加入中共。2006年11月，任中共塔城地委委员、政法委书记。2015年1月，任中共塔城地委副书记、政法委书记。
2017年6月，任新疆维吾尔自治区司法厅党委书记、副厅长，新疆监狱管理局党委书记、局长。
2021年9月，转任新疆维吾尔自治区水利厅党组书记、副厅长。
2023年9月，任新疆维吾尔自治区人大常委会副秘书长、办公厅主任。
2025年1月，升任新疆维吾尔自治区人大常委会秘书长。